# Shahejie (häradshuvudort i Kina, Jiangxi Sheng, lat 29,61, long 115,89)
Shahejie är en häradshuvudort i Kina. Den ligger i provinsen Jiangxi, i den sydöstra delen av landet, omkring 100 kilometer norr om provinshuvudstaden Nanchang. Antalet invånare är 39 560. Befolkningen består av 18 963 kvinnor och 20 597 män. Barn under 15 år utgör 21,0 %, vuxna 15-64 år 71 %, och äldre över 65 år 7,0 %.
Runt Shahejie är det tätbefolkat, med 735 invånare per kvadratkilometer. Närmaste större samhälle är Lushanqu, 12,5 km nordost om Shahejie. I omgivningarna runt Shahejie växer i huvudsak blandskog.
Genomsnittlig årsnederbörd är 2 073 millimeter. Den regnigaste månaden är maj, med i genomsnitt 328 mm nederbörd, och den torraste är januari, med 59 mm nederbörd.